# Maria Mirecka-Loryś
Maria Mirecka-Loryś (Ulanów, 7 febbraio 1916 – Varsavia, 29 maggio 2022) è stata una partigiana polacca naturalizzata statunitense.

## Biografia
La settima degli otto figli di Dominik Mirecki e Paulina Ścisłowski, era la sorella di Adam, Bronisław (presbitero), Kazimierz e Leon, anche loro membri della resistenza polacca. Visse a Ulanów fino al 1921, poi si trasferì con la sua famiglia a Racławice, vicino a Nisko, dove nel 1937 si diplomò al ginnasio. In seguito iniziò gli studi presso la Facoltà di Giurisprudenza dell'Università Jan Kazimierz di Leopoli, unendosi all'organizzazione studentesca Związek Akademicki Młodzież Wszechpolska (Unione accademica della gioventù polacca)
Durante la seconda guerra mondiale fu membro della Narodowa Organizacja Wojskowa (Organizzazione militare mazionale, NOW), un movimento di resistenza polacco, e comandante in capo della sezione femminile della Narodowe Zjednoczenie Wojskowe (Unione militare nazionale), organizzazione polacca ideologicamente anticomunista.
Dopo la guerra riprese i suoi studi all'Università Jagellonica di Cracovia, ma il 1º agosto 1945 venne arrestata dai sovietici. Rilasciata il 1º settembre e minacciata di un nuovo arresto, a dicembre decise di lasciare la Polonia assieme ad altri suoi compagni della resistenza anticomunista e raggiunse ad Ancona, in Italia, il II Corpo polacco del Wojska Lądowe (Esercito di terra), dove conobbe il suo futuro marito, l'ufficiale Henryk Loryś. I due emigrarono poi assieme in Inghilterra nell'ottobre del 1946.
Nel 1952 si trasferì con il marito e i figli Jana e Ewy negli Stati Uniti, dove si dedicò attivamente alle attività delle organizzazioni polaccoamericane, come la Polish Women's Alliance of America (Alleanza delle donne polacche d'America), ossia la principale organizzazione femminile della comunità polaccoamericana, e il Polish American Congress (Congresso polaccoamericano).
È morta il 29 maggio 2022 all'età di 106 anni.